# Hexapanopeus angustifrons
Hexapanopeus angustifrons är en kräftdjursart som först beskrevs av James Everard Benedict och M. J. Rathbun 1891.  Hexapanopeus angustifrons ingår i släktet Hexapanopeus och familjen Panopeidae. Inga underarter finns listade i Catalogue of Life.